# Luigi Vittorio Bertarelli
Luigi Vittorio Bertarelli (Milano, 21 giugno 1859 – Milano, 19 gennaio 1926) è stato un geografo e speleologo italiano.

## Biografia
Bertarelli nel 1894 fu, insieme con Federico Johnson e con altri cinquantacinque velocipedisti, uno dei soci fondatori del Touring Club Ciclistico Italiano, che nel XX secolo diverrà poi Touring Club Italiano, di cui fu anche vicepresidente nel 1906 e presidente nel 1919.
Grazie alle molteplici iniziative da lui intraprese con il valido aiuto di Arturo Mercanti, che dal 1906 al 1915 fu Segretario Generale dello stesso T.C.I., il numero degl'iscritti superò ben presto la cifra di centomila. Diresse la compilazione della Guida d'Italia del Touring Club Italiano edita in 17 volumi a partire dal 1914, della Carta d'Italia del Touring Club Italiano in 58 fogli e dell'Atlante Internazionale del Touring Club Italiano.
Fu anche speleologo: nel 1900 fu il primo ad esplorare, se pure parzialmente, la grotta Remeron (nei pressi di Varese); scrisse anche, assieme ad Eugenio Boegan, il libro Duemila grotte: quarant'anni di esplorazioni nella Venezia Giulia (Touring Club Italiano, 1926).